# Larsa

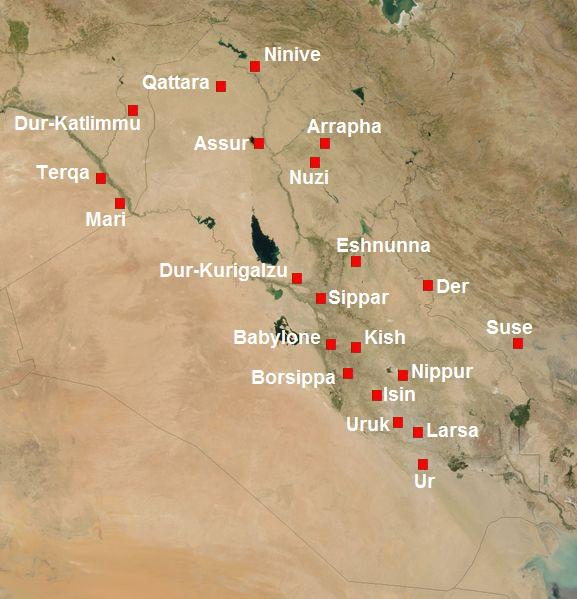
Mesopotamien 1000-talet f.Kr.

Larsa var en forntida stad i södra Mesopotamien sydost om Uruk. Platsen heter nu Tall Sankarah och ligger i södra Irak. Larsa började sin historia under sumerisk tid, ca 2600 f.Kr. och staden levde fram till den seleukidiska perioden, ca 200 f.Kr. Under gammalbabylonisk tid, ca 2000–1800 f.Kr. var Larsa och grannstaden Isin de ledande staterna i Mesopotamien. Under kung Rim-Sins regering erövrade Hammurabi, kung av Babylon, Larsa som då blev en del av Babylonien
Utgrävningar har koncentrerats kring palatsområdet och det stora templet åt solguden Shamash, som var Larsas stadsgud. Templet restaurerades av kung Nabonidus ca 550 f.Kr.

## Historia
Larsa började sin historia under sumerisk tid, ca 2600 f.Kr. Man vet att staden åtminstone existerade omkring 2450 f.Kr. då kung Eannatum av Lagash erövrade staden till sitt imperium. Larsa kom senare att tillfalla Ur under Urs tredje dynasti när sumererna återtog sitt land från gutierna. När Urs imperium kollapsade tog en av kung Ibbi-Sins män vid namn Ishbi-Erra makten över staden Isin och påstod att den nya staten var fortsättningen av Urs imperium. Ishbi-Erra lyckades inta Uruk, Ur, samt Lagash som Larsa fortfarande var klientstat till. Efterkommande kungar av Isin hade i tradition att tillsätta guvernörer för att kontrollera sina olika provinser och en av dessa var guvernör Gungunum av Lagash. Gungunum förklarade sig självständig från Isin och skapade en ny kungadynasti med huvudsäte i Larsa. Han erövrade även Ur och lyckades därmed avskärma Isin från både de handelsrutter som gick genom Larsa och de handelsrutter som kom via Persiska viken. Gungunums efterföljare Abisare (ca. 1841–1830 f.Kr.) och Sumuel (ca 1830–1801 f.Kr.). lyckades båda sakta men säkert skära av Isins tillgång till områdets olika kanaler och Isin förlorade efter detta all sin politiska och ekonomiska betydelse.
Larsa blev en mäktig stat men aldrig särskilt stor. Under sin höjdpunkt kontrollerade Larsa mellan 10 och 15 andra städer vilket inte är i närheten av vad tidigare mesopotamiska storstater kontrollerat. Dock verkar det under perioden skett stora byggnadsverk och utveckling inom jordbruket i området. Runt sent 1700 tal f.Kr. till tidigt 1600 tal f.Kr. erövrades Larsa av Babylon under kung Hammurabi, Larsa förlorade därmed sin makt och betydelse och blev aldrig mer en maktfaktor. Larsa övergavs under den seleukidiska perioden.